# Nat King Cole
Nat King Cole, pseudonimo di Nathaniel Adams Coles (Montgomery, 17 marzo 1919 – Santa Monica, 15 febbraio 1965), è stato un cantante, pianista e attore statunitense considerato uno dei crooner più importanti di tutti i tempi assieme a Frank Sinatra e Dean Martin.

## Biografia

### L'infanzia e Chicago
Nathaniel Adams Coles nacque a Montgomery, in Alabama, nel 1919. Anche il 1917 e il 1915 sono stati a volte indicati come suoi anni di nascita ma, secondo la biografia di Daniel Mark Epstein, era registrato come neonato nel censimento del 1920.
La famiglia si trasferì a Chicago quando Nathaniel era ancora un bambino; qui nacque suo fratello Freddy Cole, destinato anch'egli a sfondare come cantante. In quegli anni il padre dei Cole divenne ministro della chiesa battista mentre la madre era l'organista della chiesa. Fu lei a insegnare a Nathaniel a suonare il pianoforte fino all'età di 12 anni, quando il ragazzo iniziò a prendere regolari lezioni. Egli fu avviato allo studio non solo del jazz e della musica gospel, ma anche della musica classica (suonando, come dichiarò, "da Bach a Rachmaninoff").
La famiglia viveva a Bronzeville, un sobborgo di Chicago, famoso negli anni venti per la sua vita notturna e per i locali jazz. Nat usciva di casa di nascosto per passare gran parte del suo tempo fuori dai club, ascoltando artisti come Louis Armstrong, Earl Hines, e Jimmie Noone. Prese parte al rinomato programma musicale di Walter Dyett presso la DuSable High School.
Ispirato dalla musica di Earl "Fatha" Hines, iniziò la sua carriera artistica a metà degli anni trenta, mentre era ancora un ragazzino, con il nome di Nat Cole. Insieme al suo fratello maggiore Eddie Coles, bassista, incise il suo primo disco nel 1936. I due ebbero un qualche successo locale nell'area di Chicago e incisero per etichette specializzate in musica nera. Cole fu anche pianista in Shuffle Along, la rivista della stella di Broadway Eubie Blaker, e prese parte a un tour nazionale dedicato al revival del ragtime. Giunto in California, Cole decise di fermarsi lì.

### Los Angeles e il King Cole Trio
Nat sposò Nadine Robinson e si stabilì a Los Angeles dove formò il Nat King Cole Trio. Questo trio era composto nel suo primo periodo da Cole al pianoforte, Irving Ashby alla chitarra e Wesley Prince al contrabbasso. Alla fine del 1950 vi fu la sostituzione del chitarrista, e la nuova formazione vide Cole al pianoforte, Oscar Moore alla chitarra, e Wesley Prince al contrabbasso (durante la seconda guerra mondiale Wesley Price fu arruolato e Cole lo sostituì con Johnny Miller). Il trio divenne estremamente popolare a Los Angeles durante gli anni quaranta e i primi anni cinquanta, registrò in molte sessioni radiofoniche, e ben presto divenne popolare in tutto il mondo.
Cole era considerato un importante pianista jazz, tanto da apparire nei primi concerti del ciclo Jazz at the Philharmonic. La sua formazione di piano, basso e chitarra, rivoluzionaria all'epoca delle big band, divenne popolare nell'ambiente del jazz e fu imitata da molti musicisti, tra cui Art Tatum, Ahmad Jamal, Oscar Peterson, Tommy Flanagan e i pianisti blues Charles Brown e Ray Charles. Partecipò inoltre come pianista ad alcune sessioni con Lester Young, Red Garland e Lionel Hampton.
Cole non raggiunse il grande successo fino a quando non incise Sweet Lorraine, nel 1940. Benché cantasse ballate con il suo trio, era piuttosto insicuro riguardo alla sua voce e pur andando fiero della sua buona dizione, non si considerò mai un grande cantante. Il suo stile suadente e il timbro caldo tuttavia, ben contrastavano l'approccio aggressivo di molti altri cantanti dell'epoca. Il King Cole Trio siglò un contratto con la neonata Capitol Records nel 1943, e rimase con quella casa discografica per tutto il resto della sua carriera. Nel 1947 il singolo (I Love You) For Sentimental Reasons raggiunse la prima posizione nella Billboard Hot 100. Nel 1948 il singolo Nature Boy scritto per il film Il ragazzo dai capelli verdi raggiunse la prima posizione nella Billboard Hot 100 per sette settimane. Negli anni cinquanta la popolarità di Cole era così grande che l'edificio della Capitol Records, a Hollywood, era spesso chiamata The House that Nat Built, ossia "la casa che Nat ha costruito".

### Il Nat cantante

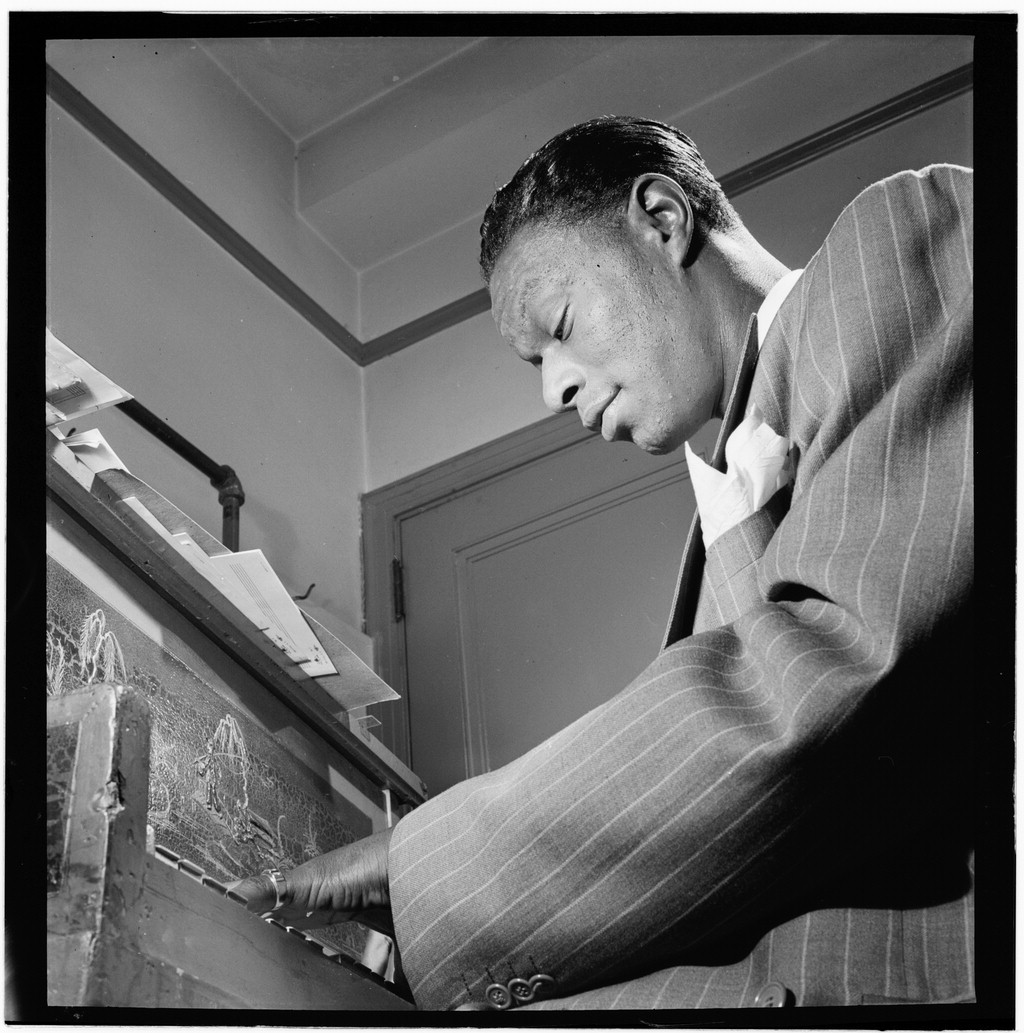
Nat "King" Cole.
Foto di William P. Gottlieb, 1947 circa

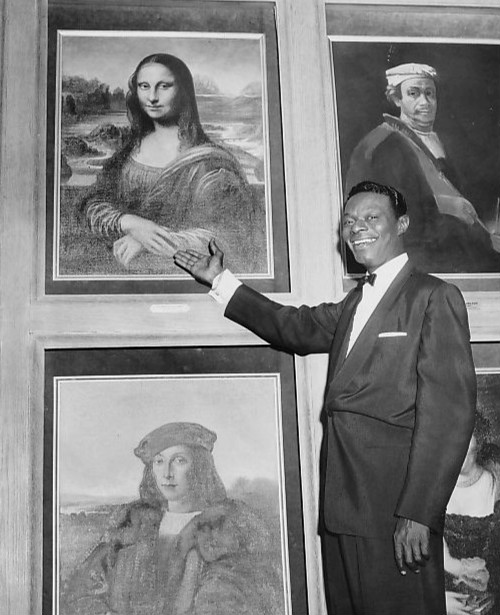
Nat King Cole in posa con una copia della Gioconda nella "Mona Lisa Room" dell'Eden Roc Hotel, Miami Beach. Febbraio 1957

Il primo successo di Nat King Cole come cantante fu Straighten Up and Fly Right, basato su una vecchia favola popolare nella comunità nera che suo padre usò come spunto per un sermone. Benché non fosse propriamente assimilabile al rock, il successo della canzone dimostrò che esisteva un pubblico che seguiva musica derivata dalla tradizione folk. È considerata una sorta di canzone antesignana dei primi dischi di rock and roll. E infatti Bo Diddley, che fece analoghi adattamenti di canzoni folk, menziona Cole tra gli artisti che lo hanno influenzato.
Nel 1948, Cole aveva comprato una casa a Hancock Park, un quartiere ricco di Los Angeles abitato solamente da bianchi e il cui regolamento immobiliare (approvato nel 1920 e valido per cinquant'anni) arrivava a proibire la residenza ai neri a meno che non fossero personale di servizio. L'acquisto dovette essere effettuato tramite un intermediario ma i residenti, non appena videro i nuovi inquilini, iniziarono a bersagliarli di minacce e ingiunzioni legali. Tuttavia, la famiglia Cole resistette e rimase presso l'abitazione, una villa in mattoni rossi, fino alla morte del cantante. Tra le piccate risposte che questi aveva dato, rimase celebre quella verso l'associazione dei proprietari che comunicava che essi non volevano che persone indesiderabili si trasferissero nel quartiere. Egli rispose «Neanche io. E se vedo che qualche indesiderabile si trasferirà qui, sarò il primo a lamentarmi.»
Cole raggiunse il grande pubblico con la canzone Mona Lisa, del 1950, che giunse in vetta alla classifica Billboard Hot 100 per cinque settimane e premiata con il Grammy Hall of Fame Award 1992. Con questo brano iniziò una nuova fase nella sua carriera, finora dedicata alle ballate pop, benché mai troppo lontana dalle sue radici nel jazz. Nel 1951 con Too Young raggiunse la prima posizione nella Billboard Hot 100 e vi rimase per cinque settimane. Nel 1954 incise Smile, canzone composta da Charlie Chaplin e leitmotiv del film diretto e interpretato dallo stesso Chaplin Tempi moderni, del 1936. Il brano diverrà uno dei suoi "cavalli di battaglia" e uno dei grandi classici della musica americana. Nel 1956 pubblicò un disco completamente jazz, After Midnight. Nel 1957 il suo brano When I Fall In Love contenuto nel fortunato album Love Is the Thing arrangiato e diretto da Gordon Jenkins (che contiene anche Stardust e At Last) raggiunge la seconda posizione in classifica nel Regno Unito.
Cole fu il primo artista afro-americano ad avere un suo programma radiofonico e bissò il suo successo nei tardi anni cinquanta con il primo show televisivo a copertura nazionale condotto da un afro-americano. In entrambi i casi i programmi non durarono molto, furono cancellati perché gli sponsor, non volendo legarsi a un artista nero, si ritirarono. Cole combatté il razzismo durante tutta la sua vita, rifiutandosi di esibirsi nei locali dove venivano applicate le norme sulla segregazione razziale. Nel 1956 fu attaccato sul palco a Birmingham (Alabama) da membri del White Citizens' Council che sembrava volessero rapirlo. Nonostante il rapido intervento della polizia, fu ferito alla schiena; non terminò lo spettacolo e giurò di non tornare mai più a esibirsi nel Sud degli Stati Uniti, promessa che mantenne.
Nel 1956 si esibì in occasione della celebrazione di compleanno di Dwight D. Eisenhower mandata in onda nelle reti televisive. Lo stesso anno eseguì That's All There Is to That durante la National Convention del Partito Repubblicano. Nel 1960 si esibì in occasione della National Convention degli avversari democratici, tenuta per supportare il senatore John Fitzgerald Kennedy.

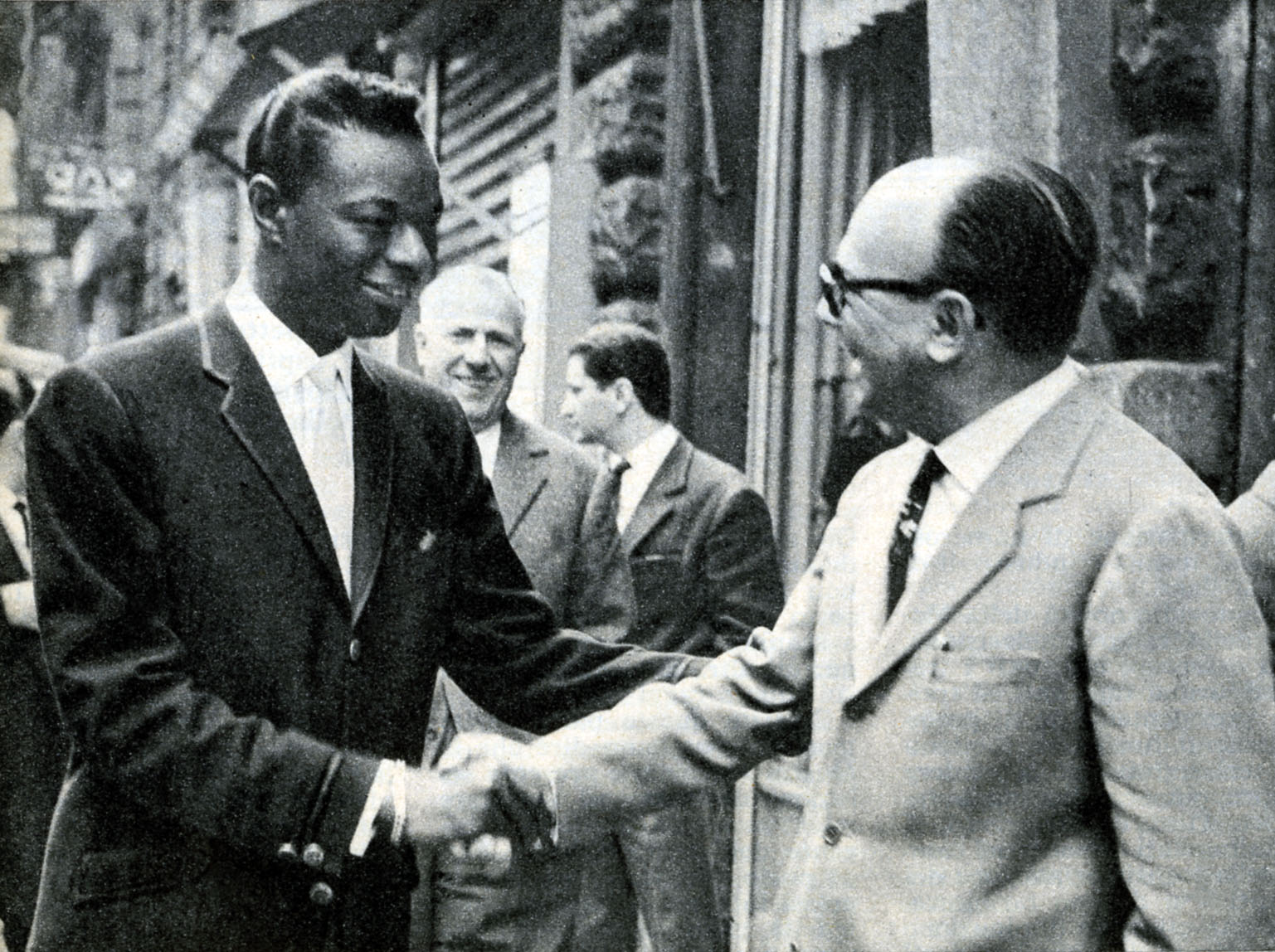
Nat King Cole con Gino Redi, autore della canzone T'ho voluto bene

Cole era un fumatore accanito di sigarette al mentolo, anche perché credeva che un consumo anche di tre pacchetti al giorno avrebbe dato alla sua voce una tonalità più ricca. Arrivò al punto di fumarne diverse e di proposito proprio prima di registrare.
Cole si è esibito in numerosi cortometraggi e ha suonato con W. C. Handy nel film Saint Louis Blues. È apparso anche in The Nat King Cole Story e in Ballad of Cat Ballou.

### Morte
Morì per un cancro ai polmoni causato dall'eccessivo consumo di sigarette il 15 febbraio 1965, un mese prima del suo quarantaseiesimo compleanno. Il decesso avvenne al St. John's Hospital di Santa Monica. Il funerale fu tenuto alla chiesa episcopale di St. James su Wilshire Boulevard a Los Angeles. Le sue spoglie riposano a Glendale al Freedom Mausoleum del Forest Lawn Memorial Park.

## Vita privata
Lui e la sua seconda moglie, Maria Ellington, furono sposati nella chiesa battista abissina di Harlem da Adam Clayton Powell Jr. Ebbero cinque figli, di cui due adottati. I suoi fratelli Freddy Cole e Ike Cole e la figlia Natalie Cole sono stati anch'essi cantanti.
Cole era un massone. Nel 1938 si unì alla Thomas Waller Lodge No. 49.

## Discografia

### Album in studio
- 1944 – The King Cole Trio
- 1946 – King Cole Trio, Vol. 2
- 1947 – King Cole Trio, Volume 3
- 1948 – King Cole for Kids
- 1949 – Nat King Cole at the Piano
- 1949 – King Cole Trio, Volume 4
- 1950 – Harvest of Hits
- 1952 – Penthouse Serenade
- 1952 – 8 Top Pops
- 1952 – Unforgettable
- 1953 – Nat King Cole Sings for Two in Love
- 1955 – Penthouse Serenade
- 1955 – Nat King Cole Sings for Two in Love
- 1955 – The Piano Style of Nat King Cole
- 1957 – Love Is the Thing
- 1957 – After Midnight
- 1957 – Just One of Those Things
- 1958 – Cole Español
- 1958 – St. Louis Blues
- 1958 – The Very Thought of You
- 1958 – To Whom It May Concern
- 1959 – Welcome to the Club
- 1959 – A Mis Amigos
- 1960 – Tell Me All About Yourself
- 1960 – Every Time I Feel the Spirit
- 1960 – Wild Is Love
- 1960 – The Magic of Christmas (riedito nel 1963 con il titolo The Christmas Song)
- 1961 – The Nat King Cole Story
- 1961 – The Touch of Your Lips
- 1962 – Nat King Cole Sings/George Shearing Plays
- 1962 – Ramblin' Rose
- 1962 – Dear Lonely Hearts
- 1962 – More Cole Español
- 1963 – Those Lazy-Hazy-Crazy Days of Summer
- 1963 – Where Did Everyone Go?
- 1964 – Nat King Cole Sings My Fair Lady
- 1964 – Let's Face the Music!
- 1964 – I Don't Want to Be Hurt Anymore
- 1965 – L-O-V-E
- 1966 – Nat King Cole at the Sands

### Raccolte
- 1952 – Top Pops
- 1954 – Unforgettable
- 1955 – 10th Anniversary Album
- 1956 – Ballads of the Day
- 1957 – This Is Nat King Cole
- 1965 – Sings Songs from Cat Ballou & Other Motion Pictures
- 1965 – Looking Back
- 1965 – Unforgettable
- 1965 – Sings Hymns & Spirituals
- 1965 – Nat King Cole Trio: The Vintage Years
- 1965 – Nature Boy
- 1966 – Sincerely, Nat King Cole
- 1966 – The Unforgettable Nat King Cole Sings the Great Songs!
- 1966 – Longines Symphonette Society Presents the Unforgettable Nat King Cole
- 1967 – The Beautiful Ballads
- 1967 – Thank You Pretty Baby
- 1967 – Stay as Sweet as You Are
- 1968 – Best of Nat King Cole
- 1970 – The Magic of Christmas with Children
- 1972 – The Greatest of Nat King Cole
- 1973 – Nature Boy
- 1974 – Love Is Here to Stay
- 1974 – Love is a Many Splendored Thing
- 1977 – 20 Golden Greats
- 1979 – Reader's Digest Presents: The Great Nat King Cole
- 1982 – Greatest Love Songs
- 1983 – Unforgettable (Australia)
- 1990 – Hit That Jive, Jack
- 1990 – Jumpin' at Capitol
- 1990 – Capitol Collectors' Series
- 1990 – Cole, Christmas, & Kids
- 1991 – The Complete Capitol Recordings of the Nat King Cole Trio
- 1991 – The Unforgettable Nat King Cole
- 1992 – Nat King Cole at the Movies
- 1992 – Christmas Favorites
- 1992 – The Best of the Nat King Cole Trio: The Instrumental Classics
- 1993 – The Billy May Sessions
- 1993 – Mis Mejores Canciones: 19 Super Exitos
- 1994 – Let's Face the Music & Dance
- 1996 – Sincerely/The Beautiful Ballads
- 1997 – For Sentimental Reasons
- 1997 – Retro
- 1998 – The Frim Fram Sauce
- 1998 – Dear Lonely Hearts/I Don't Want to Be Hurt Anymore
- 1999 – Looking Back/Where Did Everyone Go?
- 1999 – Live at the Circle Room
- 1999 – The Christmas Song
- 2000 – Coast to Coast Live
- 2000 – Route 66
- 2000 – Christmas for Kids: From One to Ninety-Two
- 2001 – Golden Greats
- 2001 – The King Swings
- 2001 – Try Not to Cry
- 2001 – Night Lights
- 2003 – Stepping Out of a Dream
- 2003 – The Classic Singles
- 2003 – 20 Golden Greats
- 2003 – The Best Of...
- 2003 – Love Songs
- 2003 – The Nat King Cole Trio
- 2003 – The One and Only Nat King Cole
- 2004 – Those Lazy, Hazy, Crazy Days of Summer/My Fair Lady
- 2005 – The World of Nat King Cole
- 2006 – The Very Best of Nat King Cole
- 2006 – Stardust: The Complete Capitol Recordings, 1955–1959
- 2006 – L-O-V-E: The Complete Capitol Recordings, 1960–1964
- 2008 – Holiday Collection 2008: NBC Sounds of the Season
- 2009 – Re:Generations
- 2014 – The Extraordinary Nat King Cole

## Filmografia
- Quarto potere (Citizen Kane), regia di Orson Welles (1941)
- Here Comes Elmer (1943)
- Pistol Packin' Mama (1943)
- Pin Up Girl (1944)
- Stars on Parade (1944)
- Swing in the Saddle (1944)
- See My Lawyer (1945)
- Breakfast in Hollywood (1946)
- Killer Diller (1948)
- Make Believe Ballroom (1949)
- Gardenia blu (1953)
- Small Town Girl (1953)
- Rock 'n' Roll Revue (1955)
- Rhythm and Blues Revue (1955)
- Basin Street Revue (1956)
- The Scarlet Hour (1956)
- Istanbul (1957)
- La porta della Cina (China Gate), regia di Samuel Fuller (1957)
- St. Louis Blues (1958)
- Night of the Quarter Moon (1959)
- Schlager-Raketen (1960)
- Cat Ballou, regia di Elliot Silverstein (1965)